# Cipelang (Ujung Jaya)
Cipelang is een bestuurslaag in het regentschap Sumedang van de provincie West-Java, Indonesië. Cipelang telt 1578 inwoners (volkstelling 2010).